# Nanomitrium brisbanicum
Nanomitrium brisbanicum là một loài rêu trong họ Ephemeraceae. Loài này được Broth. Broth. mô tả khoa học đầu tiên năm 1924.